# 宇都宮県
宇都宮県（うつのみやけん）は、1871年（明治4年）に下野国東部・北部を管轄するために設置された県。現在の栃木県東部・北部にあたる。

## 概要
宇都宮県令の鍋島貞幹は、合併前から栃木県令を兼務し、合併後も引き続き栃木県令を務めた。栃木県に合併されたことで宇都宮は県庁所在地ではなくなったが、1884年になって栃木県庁が宇都宮に移転されることになる。

## 沿革
- 1871年（明治4年）
  - 7月14日 - 廃藩置県によって宇都宮藩が廃止され、宇都宮県となる。
  - 11月14日 - 第1次府県再編により、宇都宮県、大田原県、黒羽県、烏山県、茂木県が統合され、下野国北部に改めて宇都宮県が発足。県庁は河内郡宇都宮の梅が丘に設置。なお、日光県のうち旧喜連川藩領も編入した。
- 1873年（明治6年）6月15日 - 栃木県に合併。同日宇都宮県廃止。

## 管轄地域
- 下野国
  - 河内郡
  - 芳賀郡
  - 塩谷郡
  - 那須郡

## 歴代知事
- 1871年（明治4年）11月14日 - 1871年（明治4年）11月25日 ： 参事・三吉周亮（元豊浦藩家老）
- 1871年（明治4年）11月25日 - 1873年（明治6年）2月10日 ： 参事・小幡高政（前少議官、元山口藩士）
- 1873年（明治6年）2月10日 - 1873年（明治6年）6月15日 ： 県令兼任・鍋島貞幹（栃木県令兼任、元佐賀藩士）